# Saint-Martin-d’Armagnac
Saint-Martin-d’Armagnac (gaskognisch: Sent Martin d’Armanhac) ist eine französische Gemeinde mit 231 Einwohnern (Stand 1. Januar 2022) im Département Gers in der Region Okzitanien (bis 2015 Midi-Pyrénées); sie gehört zum Arrondissement Condom und zum Gemeindeverband Bas Armagnac. Die Bewohner nennen sich Saint-Martinois/Saint-Martinoises.
Saint-Martin-d’Armagnac ist umgeben von den Nachbargemeinden Arblade-le-Haut im Norden und Nordosten, Sorbets im Osten, Sarragachies im Südosten und Süden, Maulichères im Süden und Südwesten, Caumont im Westen sowie Saint-Griède im Westen und Nordwesten.

## Bevölkerungsentwicklung
| Jahr | 1793 | 1800 | 1821 | 1831 | 1962 | 1968 | 1975 | 1982 | 1990 | 1999 | 2006 | 2011 | 2017 |
| Einwohner | 534  | 373  | 426  | 465  | 243  | 212  | 217  | 220  | 205  | 205  | 213  | 229  | 247  |
| heutiges Gemeindegebiet Quellen: Cassini, LoncasteignetCassini, MaurietCassini, Saint-Martin-d’Armagnac und INSEE |      |      |      |      |      |      |      |      |      |      |      |      |      |